# Myriam Assenat
Myriam Assenat (Tolosa de Llenguadoc, França, 13 de desembre de 1962) es una exfutbolista internacional francesa. El seu únic partit amb la Selecció femenina de futbol de França va ser un partit amistós que es va disputar el 23 de maig de 1981 contra la Selecció femenina de futbol de Suècia.

## Clubs
| Club                          | País   | Any       |
| ----------------------------- | ------ | --------- |
| CLLL Colomiers                | França | 1980-1981 |
| Toulouse O. Aviation C.       | França | 1987-1993 |
| Toulouse O. Mirail F. Féminin | França | 1993-1994 |